# 赤ちゃんは知らん顔
『赤ちゃんは知らん顔』（あかちゃんはしらんかお、原題：Tot Watchers, 1958年8月1日）はトムとジェリーの作品のひとつ。本作はトムとジェリーのハンナバーベラ期最後の作品である。

## スタッフ
- 製作・監督 - ウィリアム・ハンナ、ジョセフ・バーベラ
- 作画 - ケネス･ミューズ、ルイス・マーシャル、ジェームス・エスカランテ
- 脚本 - ホーマー・ブライトマン
- 背景 - ロバート・ジェントル
- レイアウト - ディック・ビッケンバック
- 音楽 - スコット・ブラッドリー

## 作品内容
買い物中の留守番と赤ん坊の子守をジョアン夫人から命じられた少女ジニーだが、彼女が買い物に出るや否や友人と電話を始めてしまう。
そこにジェリーを追いかけるトムがやってきてベビーカーの中を探していると、ジミーに箒で殴られてしまう。その後赤ん坊がハイハイして脱走し、トムはジェリーと共に赤ん坊を連れ戻そうとするが、その都度ジニーに赤ん坊虐めと勘違いされて箒で殴られたり、誤って犬小屋に住んでいるスパイクを捕まえ返り討ちに遭ったりなど災難続き。ついには追いかけっこの範囲が危険な工事現場にまで及び、トムとジェリーは命懸けの赤ん坊救出を余儀なくされるのだった。
一方、赤ん坊の失踪に気づいたジニーは警察に届け出ていた。そこへ、丁度クタクタになりながら赤ん坊を連れ戻って来たトムとジェリーは、理不尽にも誘拐の現行犯として逮捕されてしまった。
「赤ん坊が通りをハイハイしていたなんて馬鹿げた話、誰が信じるんだ？」パトカー内で警察官に詰問されるトムとジェリー。だが、トム、ジェリー、そして警察官はその「赤ん坊が通りをハイハイしていた」姿を目撃。そして赤ん坊は、そのような騒ぎを尻目にどこへともなくハイハイし去っていったのであった…。

## 登場キャラクター
トム
ジェリーと共に赤ちゃんを連れ戻そうとしてはジニーに赤ん坊虐めと勘違いされて箒で殴られたり、スパイクに叩きのめされたりなどして災難が続き、挙句の果てには警察官に誤認逮捕されてしまう。
ジェリー
トムと共に赤ちゃんを連れ戻そうとするが、最終的には警察官に誤認逮捕されてしまう。
ジニー
ジョアンにベビーシッターを任されるが、子守そっちのけで友達と電話に夢中になり赤ちゃんから目を離してしまう。更にはトムとジェリーが連れ戻すたびに「トムが赤ん坊に悪戯しようとしてる」と勘違いし、挙げ句の果てには赤ちゃんが行方不明になった際、警察官に対しずっと長電話していたことを棚に上げて「自分はほんの一瞬目を離しただけ」などと泣きついて鵜呑みにさせ、トムとジェリーを誘拐の現行犯として誤認逮捕させた。
赤ちゃん
ジニーが目を離すたびにベビーカーから出てきてはトムとジェリーを巻き込んで大騒動を起こす。トムとジェリーが誘拐の現行犯として誤認逮捕されたその後も、またしてもベビーベッドから出て、どこへともなくハイハイして去っていった。
警察官
ラストシーンでジニーから赤ちゃんの失踪を聞かされ、長電話をしていたことを棚に上げた彼女の言い分を鵜呑みにしたこともあって、ちょうど連れて帰って来たトムとジェリーを誘拐の現行犯として誤認逮捕してしまう。トムとジェリーの証言を「そんな馬鹿げた話があるかい」と信じていなかったが、偶然にも赤ん坊が通りをハイハイする姿を目撃し唖然とした。
スパイク
赤ちゃんが犬小屋に入った時にトムが間違って引っ張り出したため、怒ってトムを叩きのめした。
ジョアン
赤ちゃんの母親。ジニーに留守番と子守を任せ買い物へ出かける。

## 備考
この話は1956年公開の赤ちゃんは楽だねと内容が非常に酷似している。
トムとジェリー全体の中でもかなり評価が悪い作品の1つである。

## キャスト
| キャラクター | 原語版               | 旧吹き替え版 | 現吹き替え版 |
| ------------ | -------------------- | ------------ | ------------ |
| トム         | ウィリアム・ハンナ   | 八代駿       | 肝付兼太     |
| ジェリー     | ウィリアム・ハンナ   | 藤田淑子     | 堀絢子       |
| ジニー       | ジュリー・ベネット   | 藤田淑子     | 大谷育江     |
| ジョアン     | ジューン・フォーレイ | 荘司美代子   | 滝沢ロコ     |
| 警察官       | ビル・トンプソン     | 鹿島信哉     | 稲葉実       |
| ナレーション | -                    | 谷幹一       | -            |